# José Monteiro
José Monteiro (ur. 10 maja 1893 w Rio de Janeiro – zm. 22 lutego 1919 w Rio de Janeiro) – piłkarz brazylijski grający na pozycji pomocnika.

## Kariera klubowa
José Monteiro występował w klubie Andarahy Rio de Janeiro.

## Kariera reprezentacyjna
W oficjalnej reprezentacji Brazylii José Monteiro zadebiutował 13 maja 1917 w wygranym 2-1 meczu z argentyńskim klubem Sportivo Barracas Bolívar. Był to jego jedyny występ w reprezentacji.